# 铠甲勇士
铠甲勇士是中国大陆2008年制作并于2009年出版的一部真人特摄剧，为铠甲勇士系列的第一部电视剧，主要讲述五个光影村后人与黑暗势力“影界”进行战斗的故事。

## 演员表
| 角色         | 演员                   | 配音   |
| ------------ | ---------------------- | ------ |
| 李炘南       | 吴建飞、陈辉（童年）   | 钟旻皓 |
| 东杉         | 郭帅                   | 桂楠   |
| 北淼         | 柏栩栩、张家琦（童年） | 未知   |
| 坤中         | 秦炎仕                 | 李正翔 |
| 西钊         | 张超、俞明辉（童年）   | 翟巍   |
| 美真         | 杨亚                   | 杨亚   |
| 小嵩         | 李广旭                 | 杨海音 |
| 王向阳       | 刘梓宣                 | -      |
| 徐敏慈       | 卢洁云、王思雨（童年） | 詹佳   |
| 蕙姨         | 曹露                   | -      |
| 张健         | 沈人杰                 | -      |
| 丑将         | 朱烨                   | 朱烨   |
| 冰儿（小雪） | 周珏婷、周彤（童年）   | 洪海天 |
| 影霸         | 谭炘吉                 | 程玉珠 |
| 界王（卡伦） | 闫勇                   | -      |
| 黑帝         | 赵志刚                 | 赵志刚 |
| 殿南         | 张殿菲                 | -      |
| 方中         | 毛方圆                 | -      |
| 北凯         | 钟凯                   | -      |
| 泽西         | 陈泽宇                 | -      |
| 文东         | 巫迪文                 | -      |

## 故事线
五千年前，宇宙的最大黑暗势力-暗影大帝对太阳系有着旺盛生命体的地球发动侵略，并派出了暗影五护法率领着55颗魔灵石（魔灵石能与地球上的生命结合变异成异能兽）来到了地球。暗影五护法当时选中了有着高度文明的古中国作为首要毁灭的对象，太阳神为了预防地球被暗影势力所吞噬毁灭，于是向古中国发射了五颗光影石，这五颗光影石分别能与形成地球万物的五元素结合，形成五套能在光和影中穿梭战斗的铠甲-光影铠甲，而能召唤这些光影铠甲的人，就是当初这五颗光影石分别落地的五个村落中的人们。不管时代的变迁，只要这些村人遗传的血液仍在，他们就能通过光影石的力量，召唤光影铠甲与异能兽展开激烈的战斗。最初的铠甲勇士经过艰难战斗，最终成功封印所有异能兽。
多年前，一个在社会最底层的乞丐无意中打开了封印着异能兽的封魔盒，暗影五护法以金钱和权利为引诱，威逼利诱乞丐解放了自己，暗影五护法向乞丐称臣，但乞丐只不过是暗影五护法的傀儡，乞丐就是后来影界名义上的最高控制者黑帝。十五年前，一名杰出的科学家卡伦因为实验事故失去左眼和右手以及双腿残废变成一个废人更兼因为身体残废被研究院嫌弃并与科学家金奖失之交臂，为了报复世界，与黑帝和暗影五护法交易，提供了能让魔灵石里的黑暗魔灵唤醒的技术，并成为影界的界王。十年前，界王策划袭击孤儿院，拿到了金影石，并俘获了能召唤雪獒铠甲的幼时西钊和幼时北淼的青梅竹马小雪（后被界王改名为冰儿），界王把这两个人训练成了自己的手下。而同在孤儿院的北淼成功地带着水影石逃离了孤儿院。
中国海面惊现异能兽袭击渔民事件，炘南、东杉和北淼历经千辛万苦与影霸交战，封印了其控制的所有异能兽。双方通过报纸发现土影石在开杂货店的魏爷爷的手上，就都派人去抢夺，影霸的手下丑将迷晕了魏爷爷拿到了石头，但很快被埋伏在门口的东杉和北淼拦住，东杉上前和丑将扭打起来，但这时十年前被界王抓走训练的西钊和冰儿也在旁边埋伏着，冰儿注意到了北淼并认出了他，这时西钊突然插手和东杉打了起来，丑将趁乱逃走，北淼本想上去帮忙，但被冰儿拦住，在打斗中，北淼扯下了冰儿的头套和面罩，看到了冰儿的脸，但北淼并没有认出冰儿，只是单纯地看对方是个女性便手软了，冰儿趁机逃走。影霸拿到了土影石，试图占为己有，影霸的手下丑将向界王告密，主动向界王请缨执行杀死影霸的任务，以绝后患，影霸即使变身成地虎侠，但是在雪獒侠和魔蚕兽的围攻下，还是不敌身亡，临死前把土影石托付给东杉。
西钊和坤中因为打篮球成为了好朋友。界王设下阴谋想一举歼灭东杉、北淼和坤中，关键时刻，原先被北淼排挤的炘南赶到，及时消灭了异能兽。但随后西钊、冰儿和丑将带着打手赶到，炘南因为刚刚消灭了三只异能兽，体力不支，完全不是西钊的对手。在现场的冰儿因为早已认出北淼就是自己思念了十年的青梅竹马，主动提出让北淼抓住自己做人质要挟影界的人离开，西钊为了冰儿的安全，无奈放开了炘南，回去受到了界王严酷的惩罚。
界王得知西钊和坤中成为了好朋友，用高压电惩罚西钊，西钊变身成雪獒侠逃出影界基地，最终弃恶从善，加入铠甲勇士。冰儿本欲与北淼相认，弃恶从善，但却听到北淼说“影界的人是绝对不能相信的，烂橘子就是烂橘子”而心灰意冷，放弃了弃暗投明的想法。后来丑将发现了她和北淼的关系，想以此要挟冰儿，冰儿不愿被丑将胁迫就离开了影界，在一家酒吧借酒消愁，后来流落街头，最终被恶水护法附身。
界王手下的所有异能兽都被铠甲勇士封印，料想黑帝和暗影五护法不会放过自己，因此给自己留了张王牌。东杉、北淼、和坤中在西钊的带领下冲进界王的据点。界王向四个人表示自己对外面的太阳早已不感兴趣，不会投降，与眼镜蛇异能兽结合和铠甲勇士作战，最终体力耗尽身亡，眼镜蛇异能兽也被雪獒侠封印。
北淼为了争夺领导权，把炘南打成重伤，炘南交出炎龙铠甲控制权，张健接替张健成为炎龙侠。异能兽靠近孤儿向阳时，出现了能量忽高忽低的状况，引起了暗影五护法的注意，暗影五护法发现向阳就是终极铠甲帝皇铠甲的召唤人。张健无法控制心魔，被暗影五护法利用，众人终于发现张健才是内奸，炘南摒弃前嫌，与张健1V1决斗，最终夺回了炎龙铠甲的召唤权。
暗影五护法设下圈套，欺骗北淼中了圈套。东杉、坤中、炘南和西钊为了救北淼，五人一起强制解除铠甲，导致身体受了重伤。两个月后，五个人在亲眼看到铠甲勇士二队的卓越战斗力后，主动交出铠甲召唤器。铠甲勇士二队为了消灭暗影五护法，不惜利用向阳作为诱饵，暗影五护法上当，最终全部被封印，冰儿也摆脱了恶水护法的控制，与北淼重归于好。向阳被黑帝趁乱带走，铠甲勇士二队的行径迫使美真解除他们召唤铠甲的权限，铠甲勇士一队重新出山。
黑帝控制住了向阳，使向阳变身成帝皇侠为己所用，并召唤出远古四大恶兽。远古四大恶兽凶残异常，铠甲勇士无法将他们封印。向阳与炘南交战，在向阳快要毁了炎龙铠甲的召唤器的时候，敏慈不顾自身安危，紧紧抱住向阳，向阳渐渐觉察到敏慈的存在，被黑帝控制的意识终于清醒。黑帝让远古四大凶兽埋伏向阳，却被向阳变身帝皇侠轻易封印，可是向阳因封印了四大凶兽身体极度虚弱短时间内无法召唤帝皇铠甲。
黑帝因其贪婪的内心被暗影五护法的残魂附身，从而变成了最终Boss暗影黑魔兽。东杉、坤中、炘南、西钊和北淼与暗影黑魔兽从地球打到月球，却完全不是对手。危急时刻，炘南飞向了太阳，五个铠甲勇士团结在一起，合体成帝皇侠，最终成功封印暗影黑魔兽。

## 角色介绍

### 铠甲勇士
- 炎龙侠：属性为火，有三个召唤者：李炘南（主要）、张健和殿南。张健因内心黑暗被暗影五护法利用。殿南则是铠甲勇士的二队炎龙侠召唤者兼队长，为人心思缜密，为了得到胜利不惜代价。
- 风鹰侠：属性为木，有两个召唤者：东杉（一队）和文东（二队）。
- 黑犀侠：属性为水，有两个召唤者：北淼（一队）和北凯（二队）。
- 地虎侠：属性为土，有三个召唤者：坤中（一队）、影霸和方中（二队）。
- 雪獒侠：属性为金，有两个召唤者：西钊（一队）和泽西（二队），雪獒侠是封印异能兽最少的一个铠甲勇士。
- 帝皇侠：电视剧中的终极铠甲。同时拥有五行村后人血液的人可以召唤（向阳），五个铠甲勇士团结一致也能召唤（大结局）。

### 铠甲召唤人
- 炘南：钢琴家，炎龙铠甲召唤人。性格深思熟虑，但容易受压力影响。他平时不喜欢表现心情，他的喜怒哀乐唯有通过琴声才能表达。在他身上，有着跟一般少年不一样的气质，虽然不阳光，但是也不阴郁，外表看上去有点冷酷，但其实内心很柔软。
- 东杉：和美真是ERP研究室的成员，受到木影石的影响，开始变身成为风鹰侠。因为在决定打篮球时，美真说是“闷葫芦”。看上去很大胆，实际很害羞。做事很谨慎，没有主见，谁对他就听谁的。他是个孤儿，因为孤儿院的火灾，后来被搬到叔叔婶婶家，因为受到他们的讨厌，被爷爷收养和堂弟启东住在一起。他的爷爷是上一代风鹰侠。
- 北淼：黑犀铠甲召唤人，孤儿一名，长大后成为富家子弟。对影界的人极为反感，同时对五位战士由谁当领导诸多意见。生性猜忌以及偏激，为了取得领导权不惜打伤炘南，同时亦排斥最后加入的西钊。但后来因张健的背叛，以及得知西钊的过去后，与他冰释前嫌。在失去召唤铠甲能力期间一直协助美真调查阳光孤儿院的事情。
- 坤中：地虎铠甲召唤人，五位战士中年纪最小，酷爱篮球。在美真发现土影石后，检查得知是适合召唤铠甲的人。于打篮球时认识西钊，并劝他退出影界加入铠甲勇士行列。经验尚浅，性格中庸，偶尔跟西钊的问题而跟北淼闹意见，亦曾因一时大意而被界王控制，攻击众人。
- 西钊：雪獒铠甲召唤人，孤儿一名。异能兽袭击孤儿院时，被界王带走。长大后便为影界效力，与铠甲勇士为敌，但本性不坏。后来被坤中感化，更带领其余战士直捣影界巢穴。亲手杀死界王，但之后仍受到北淼处处为难及排斥，亦因此曾有一段时间背叛众人但后来因张健的背叛，与北淼冰释前嫌。五人中最先恢复变身能力的一人。
- 向阳：孤儿一名，小兰的朋友，很少说话。因拥有五个光影村的遗传血液，所以能召唤光之铠甲。因此曾被铠甲勇士二队拿来当作诱饵来吸引暗影五护法上钓。在最后的剧情中被黑帝控制，幸在敏慈的阻止下解除。

### 其他角色
- 美真：铠甲勇士联络人、指挥官，加鲁博士的妹妹，ERP研究室的成员。自己有个汉堡店，里面隐藏着ERP研究室，她与自己的哥哥加鲁博士一起,发现了铠甲勇士的秘密，利用ERP卫星来帮助铠甲勇士们完成合体。有着解除召唤人资格的权限。
- 徐敏慈：于“幸福饺子馆”工作，富家女一名。经常为炘南做衣服给他比赛，亦暗恋着他。是促成炘南成为孤儿的那场车祸的引发者兼目击者。为了了结这个心结，敏慈就借口打理幸福饺子馆，同时守在炘南身边,帮助炘南完成他妈妈的遗愿。因为对服装的酷爱，现在开了一家服装店。
- 蕙姨：炘南的阿姨。蕙姨是个幸福的小女人，老公在国外有着忙碌的事业，“幸福饺子馆”是她为了打发时间与发挥对烹饪的浓厚兴趣所开设的。平时由自己和女儿小兰,及在店里打工的敏慈一起打理,每天用食材和心情做出最幸福的料理,是蕙姨的心愿。作为炘南母亲的妹妹，蕙姨亦常以昔日与姐姐在一起的钢琴时光来开导鼓励炘南。
- 小嵩：原来是个杂志社记者，总是想揭开铠甲勇士的秘密。还为了采访雪獒侠（西钊）还被打伤。一次无意知道了铠甲召唤人的秘密,并告诉了美真。美真就劝他保守铠甲勇士的秘密,同时也告诉了他铠甲勇士的全部情况,由于对铠甲勇士们的崇拜.小嵩答应了,也觉得当记者不好,就出国进修。

### 影界
- 影霸：影界头目之一，年龄大概在50多岁。本为土影村后人，因为某种未知原因自甘堕落，而投靠影界，成暗影五护法傀儡，听从界王指挥，是影界早期领导者。因为偷藏土影石，被丑将告密界王，随后影霸被界王害死，临死前将土影石交给风鹰侠。
- 界王：影界头目之一，原名卡伦，年龄和影霸差不多少，也是暗影五护法傀儡，原是一名博士与科学家。因为一次试验成功过于兴奋，不小心打翻试剂。慌乱中，由于试剂融合发生爆炸，导致自己右手残废。因为他有一样发明可以让异能兽们复活，影界发现其利用价值将他给改造成界王，后将西钊和冰儿带入影界基地训练，是影界中期主要领导者。
- 黑帝：影界头目之一，一个充满贪欲的人。原是一个没钱，到处偷东西拐骗的乞丐。有一回无意拾到封魔盒，与影界的五大黑暗护法做交易，得到一个锦囊和四张卡，被告诉他那个锦囊不到关键时候千万别用。谁知一打开原先被B组封印的五行护法出现了这时他发现这是一个圈套，说不算，但五行护法占据他的身体后变成终极暗影魔兽。
- 丑将：木影村后人。原先被界王派到影霸处卧底，后帮助界王害死影霸。后想要带西钊回影界基地，被西钊拒绝后与西钊搏斗，后黑犀侠赶来，在逼问他关于冰儿下落时，因丑将说我什么也不知道而打丑将一顿。后来丑将勉强回到影界基地奄奄一息时，他遇到恶木护法 ，丑将索要力量，恶木护法便要丑将答应做他仆人便给他力量，丑将答应后，便被恶木护法附身了，接收魔灵感应变异成恶木护法。第48集被二队炎龙铠甲封印。
- 西钊（脱离）：金影村后人，雪獒铠甲召唤者。小时候是孤儿。发生失火时，为救冰儿被界王抓住。成为影界中的人。性格外刚内柔，是雪獒铠甲召唤者。初次背叛是因帮助坤中，后被电击后变身逃逸，同时失去召唤铠甲能力。接着在坤中，东杉，美真认同，和黑犀侠北淼打倒丑将后，四人决定去偷金影石，在寻找中被界王发现，于是四人召唤铠甲和于异能兽合体界王兽对战，最终界王兽被雪獒侠封印。
- 冰儿（脱离）：水影村后人。小时候与北淼一起在孤儿院长大，和北淼是青梅竹马。并且北淼给她保护她一辈子承诺。但危难关头，北淼独自逃走，而冰儿与西钊被界王抓走，被界王训练。在被界王训练时间里，无时无刻不在幻想北淼还会回来救自己，可是很久后，北淼没有出现，又因为长期受到界王的虐待，致使她变得冷若冰霜，不苟言笑，但其实内冷外热，刀子嘴豆腐心，心中仍然怀有希望。在重新遇到北淼之后，逐渐萌生了弃暗投明的念头。但正准备告白的时候，却因为听到北淼的话误会了北淼而放弃了弃暗投明的想法。被丑将发现了和北淼的关系并被丑将威胁后不愿被丑将胁迫而离开了影界。后来在街头流浪，被丑将找到后并被煽动怨念说出想看到很多人流眼泪，从而被恶水护法附体。最终恶水护法被二队黑犀侠封印，其意识尚存而得以脱离恶水身体。后住院，北淼亲自照顾她，发誓兑现曾给她的承诺。最终彻底摆脱了影界的影响，过上了正常人的生活
- 暗影五护法：暗影大帝手下的五个最强的战士，与金木水火土对应，即恶金、恶木、恶水、恶火和恶土。暗影五护法登场初期不能以实体形态存在于人间，必须要通过附身他人才能在人间活动，附身他人必须要得到他人的完全同意。登场初期把铠甲勇士一队打得毫无还手之力，后被二队封印。
- 远古四大恶兽：黑帝的手下，也是黑帝最后的王牌。铠甲勇士都无法将他们封印，后向阳变身为帝皇侠才将它们封印。

### 异能兽列表

#### 影霸手下异能兽
| 名称   | 被谁封印     |
| ------ | ------------ |
| 刺木兽 | 炎龙侠       |
| 蚱蜢兽 | 风鹰侠       |
| 魔马兽 | 风鹰侠       |
| 岩石兽 | 炎龙侠       |
| 鳄鱼兽 | 被魔牛兽杀死 |
| 魔牛兽 | 炎龙侠       |
| 蚂蚁兽 | 炎龙侠       |
| 杏木兽 | 炎龙侠       |
| 百合兽 | 风鹰侠       |
| 脓液兽 | 黑犀侠       |
| 恶狼兽 | 黑犀侠       |
| 蚕兽   | 风鹰侠       |
| 蜥蜴兽 | 炎龙侠       |
| 蛤蟆兽 | 地虎侠       |

#### 界王手下异能兽
| 名称       | 被谁封印 |
| ---------- | -------- |
| 水母兽     | 黑犀侠   |
| 螳螂兽     | 风鹰侠   |
| 魔羊兽     | 风鹰侠   |
| 魔鹿兽     | 黑犀侠   |
| 苍蝇兽     | 地虎侠   |
| 蜘蛛兽     | 炎龙侠   |
| 恶蚊兽     | 炎龙侠   |
| 毒蝎兽     | 炎龙侠   |
| 杏木兽     | 炎龙侠   |
| 蝴蝶兽     | 地虎侠   |
| 黄蜂兽     | 地虎侠   |
| 龙虾兽     | 黑犀侠   |
| 蟑螂兽     | 黑犀侠   |
| 天牛兽     | 黑犀侠   |
| 蜈蚣兽     | 风鹰侠   |
| 乌贼兽     | 炎龙侠   |
| 海螺兽     | 地虎侠   |
| 飞蛾兽     | 风鹰侠   |
| 蝉兽       | 风鹰侠   |
| 眼镜王蛇兽 | 雪獒侠   |

#### 暗影五护法手下异能兽
| 名称     | 被谁封印                 |
| -------- | ------------------------ |
| 魔一     | 黑犀侠                   |
| 魔二     | 黑犀侠                   |
| 魔三     | 炎龙侠                   |
| 魔四     | 炎龙侠                   |
| 魔五     | 黑犀侠                   |
| 魔六     | 炎龙侠                   |
| 魔七     | 炎龙侠                   |
| 魔八     | 黑犀侠                   |
| 魔九     | 炎龙侠                   |
| 魔十     | 逃跑，在电视剧中未被封印 |
| 恶金护法 | 风鹰侠（二队）           |
| 恶木护法 | 炎龙侠（二队）           |
| 恶水护法 | 黑犀侠（二队）           |
| 恶火护法 | 地虎侠（二队）           |
| 恶土护法 | 地虎侠（二队）           |

#### 黑帝手下异能兽（远古四大恶兽）
| 名称 | 被谁封印 |
| ---- | -------- |
| 梼杌 | 帝皇侠   |
| 穷奇 | 帝皇侠   |
| 混沌 | 帝皇侠   |
| 饕餮 | 帝皇侠   |

#### 暗影黑魔兽
由暗影五护法的意识和黑帝的身体结合而来，炎龙侠、风鹰侠、黑犀侠、地虎侠和雪獒侠，联合起来完全不是其对手。在光的感召下，炎龙侠飞向了太阳，和其他四名铠甲勇士合体成为帝皇侠，打败了暗影黑魔兽，暗影黑魔兽最终被炎龙侠封印。